# Ц
La Ц, minuscolo ц, chiamata ce o tze, è una lettera dell'alfabeto cirillico. Appare come una U squadrata con una piccola coda laterale sul lato destro. Rappresenta la consonante affricata alveolare sorda IPA /ʦ/.
È la ventitreesima lettera della versione russa dell'alfabeto cirillico e si pensa che sia derivata dalla lettera ebraica tsade (ץ ,צ), attraverso la lettera glagolitica tsi ()
La pronuncia di Ц è quella della Z sorda italiana, ad eccezione di quando è seguita da Ь o da una delle vocali palatalizzanti. In questi casi in russo viene letta quasi come una Ч (IPA /ʧ/).

## Uso in russo
La Ц viene usata sia in parole di origine slava sia in prestiti da altre lingue: come sostitutiva per la lettera latina C in parole di origine latina, ad esempio цирк (circo), центр (centro), e per la Z tedesca in parole prese in prestito dal tedesco, ad esempio плац (Platz), цинк (Zink).
Le parole russe che iniziano con Ц sono rare e quasi nessuna di queste è di origine slava.
Una regola ortografica russa da notare è che Ц viene seguita raramente da Ы, con l'eccezione della desinenza -цы del plurale (танец–танцы) e di alcune desinenze di caso (девица–девицы). Le poche parole con "цы" all'interno o all'inizio vengono imparate dagli scolari a memoria: цыган, цыкать, цыпленок, цыпочки, цып-цып, цыц. Inoltre ci sono anche altri usi obsoleti, notati in antichi testi come цынга (цинга), цыновка (циновка), панцырь (панцирь) ecc.

## Traslitterazione
| Lettera Cirillica | Pronuncia IPA | Trascrizione scientifica | Trascrizione inglese | Trascrizione tedesca | Trascrizione francese |
| ----------------- | ------------- | ------------------------ | -------------------- | -------------------- | --------------------- |
| Ц                 | /ʦ/           | c                        | ts                   | z                    | ts                    |